# Septembre 1792

## Événements

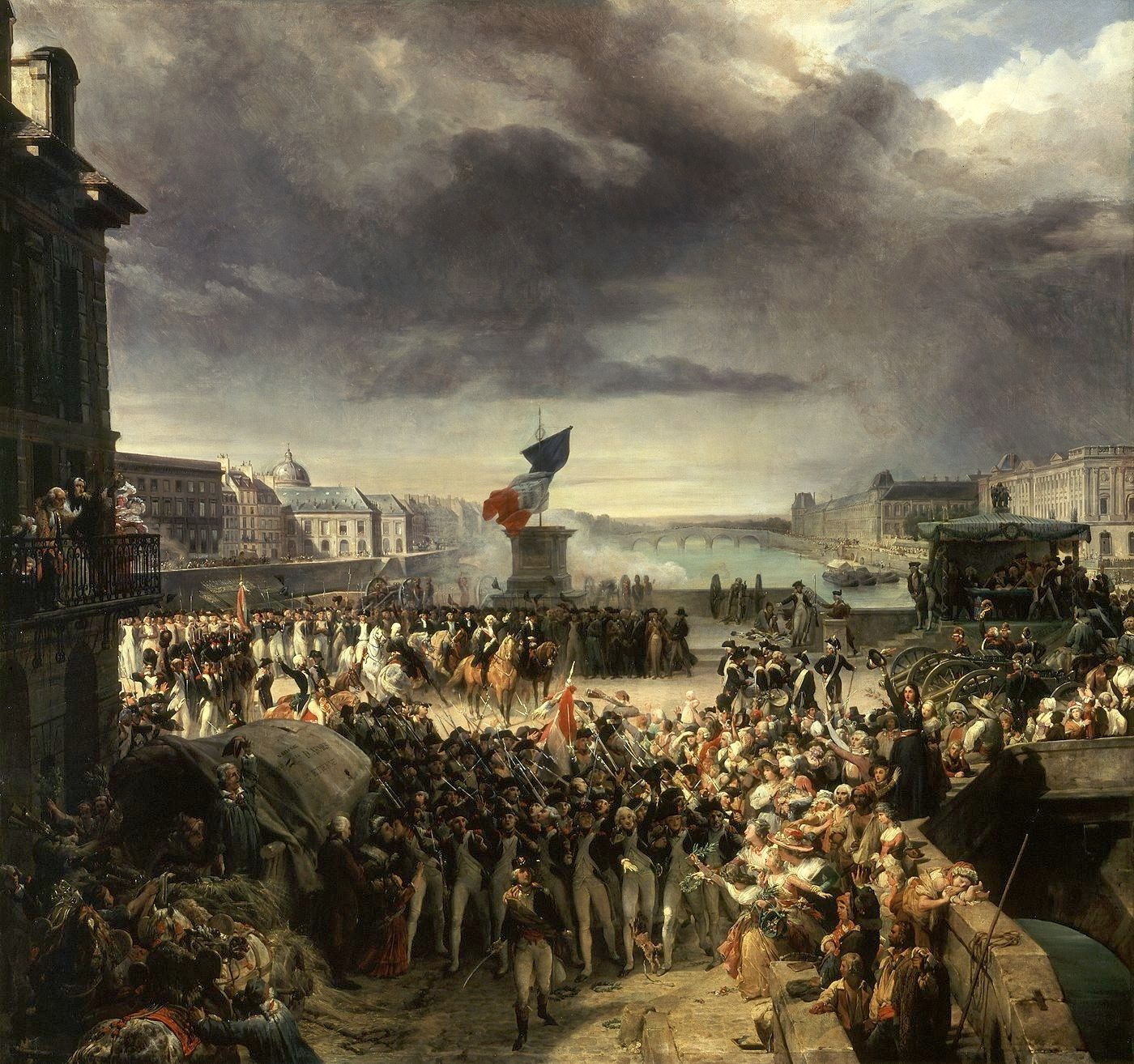
Septembre : La Garde nationale de Paris, toile de Léon Cogniet.

- 4 septembre, guerre sino-népalaise : l'armée sino-tibétaine, après avoir expulsé les Gurkhas du Tibet en mai, atteint Nuwakot au Népal. Un traité entre le Népal, le Tibet et la Chine est conclu à la fin de l'année. Le Népal renonce aux conventions signées en 1790, accepte de verser un tribut à la Chine, mais obtient l'établissement d'un consulat à Lhassa[1].

- 6 septembre : malgré le fait qu'il ne parle pas français Thomas Paine est élu député du Pas-de-Calais à la Convention[2]. Il s’enthousiasme pour la Révolution française et s’engage en faveur de la République. Il ne vote pas la mort du roi, mais propose qu’il soit exilé aux États-Unis, car il a aidé les insurgents pendant la guerre d'indépendance des États-Unis, et parce que Paine est contre la peine de mort.

- 21 au 22 septembre : les troupes françaises envahissent le duché de Savoie[3].

- 24 septembre - 8 octobre : échec du siège de Lille par Albert de Saxe-Teschen[3].

### France

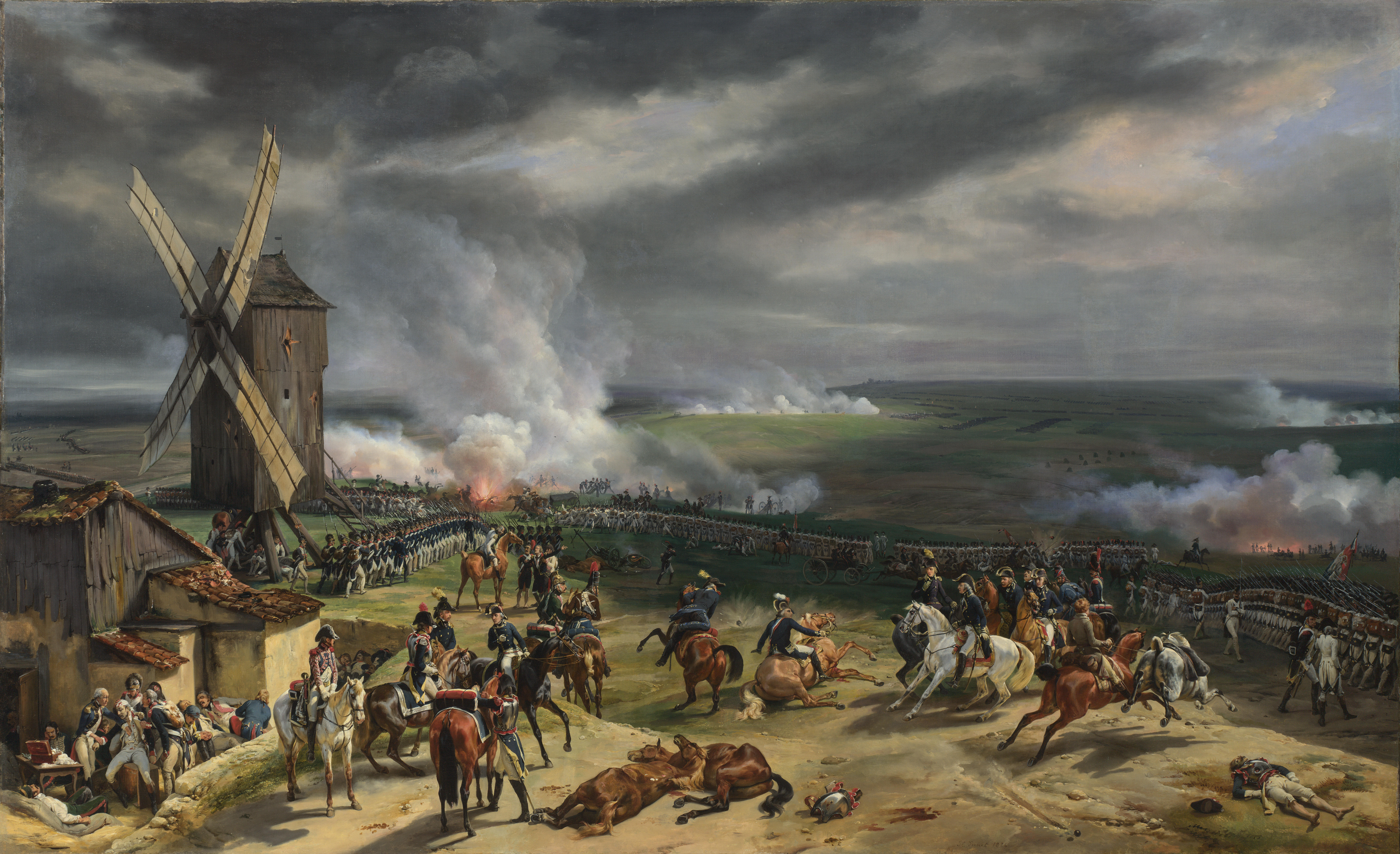
20 septembre : bataille de Valmy.

- Bonne récolte. Les prix continuent cependant à grimper jusqu’en septembre (dévaluation de l’assignat, stockage des grains, nouvelle récolte en cours de battage). Situation financière préoccupante : les rentrées des nouveaux impôts se font mal. Pour résoudre leurs problèmes, les Girondins poursuivent la politique inflationniste de l’assignat en autorisant de nouvelles émissions. Les Montagnards voudraient imposer les riches et stabiliser le cours des assignats, voire les supprimer.
- 2-5 septembre : les massacres de Septembre. Des centaines de prisonniers, ainsi que des aristocrates, des prêtres et quelques évêques, désignés comme traîtres, sont jugés sommairement et massacrés. Tribunal Maillard.
- À Reims, Caen, Meaux et Lyon, les sociétés locales procèdent aussi à des exécutions. La Commune prend des mesures de réquisition pour obliger les paysans à battre les céréales, fixer le prix et punir ceux qui stockent des grains. Le Conseil exécutif (Danton) ratifie ces décisions, les étend à l'ensemble du territoire et décide l'envoi de commissaires en province.
- 2 septembre :
  - Discours de Danton devant l'Assemblée législative.
  - Capitulation de Verdun devant les Prussiens.
  - Décès de Louis Victoire Lux de Montmorin-Saint-Hérem, militaire français. (° 13 décembre 1762).
- 5 septembre : naissance de Pierre-Armand Dufrénoy, géologue et minéralogiste français.
- 12 septembre : l'armée de Brunswick (74 000 hommes) franchit les défilés de l'Argonne.
- 14 septembre : naissance de Louis-Georges Mulot foreur du puits artésien de Grenelle puis inventeur et cofondateur des mines de Dourges.
- 18 septembre : l'Assemblée législative dissout la Commune de Paris.

- 20 septembre :
  - Victoire française à la bataille de Valmy remportée par les troupes françaises de Dumouriez et de Kellerman (44 000 hommes) sur les armées prussiennes de Brunswick. Des volontaires de la Garde nationale ont participé au combat aux côtés des soldats professionnels de l'armée royale. Prise à revers, l'armée de Brunswick bat en retraite et retrouve ses positions de départ le 23 octobre.
  - Laïcisation de l'état civil et loi sur le divorce. Fin de la législative.
- 21 septembre :
  - Première réunion de la Convention nationale qui proclame l'abolition de la royauté. Le Conseil exécutif constitué après le 10 août est maintenu. L'Assemblée ratifie l'union du Comtat Venaissin et d'Avignon à la nation française. Convention girondine jusqu'au 2 juin 1793. Les Brissotins dominent l'Assemblée dès les premières séances. Pétion est élu président de l'Assemblée. Danton est écarté du Conseil exécutif sous la menace d'une enquête sur sa gestion.
- 22 septembre :
  - Proclamation de l'an I de la Première République française, (mais en comptant – jusqu'au 24 novembre 1793 – à partir du 1er janvier, le Jour de l'An de Jules César).
- 25 septembre : la République est déclarée une et indivisible.
- 27 septembre : les Français occupent la Savoie.

- Fin septembre à novembre : Girondins contre Montagnards à la Convention nationale.
  - Les « Brissotins » (ou Girondins), révolutionnaires convaincus, appuyés par la province, siègent à droite (Brissot, Vergniaud, Guadet, Pétion de Villeneuve, Condorcet, Gensonné, Barbaroux, Buzot, Dumouriez, Servan, Roland de la Platière, Louvet, Isnard). Ils ont quitté le club des Jacobins en août et se réunissent chez Madame Roland. Soucieux de légalité et hostiles à toute ingérence dans les débats de l'Assemblée, ils veulent réduire le rôle politique de la capitale. Les « Montagnards » siègent à gauche, sur les bancs les plus hauts (Robespierre, Danton, Marat, Billaud-Varenne, Collot d'Herbois, Saint-Just, Couthon). Ils s'appuient sur le club des Jacobins et les clubs provinciaux affiliés. Ils sont prêts à prendre des mesures rigoureuses et extrêmes et trouvent appuis dans la Commune de Paris. Au Centre siègent des députés républicains modérés qui jouent un rôle d'arbitrage entre les deux extrêmes (Sieyès, Cambacérès, Daunou, Grégoire, Boissy d'Anglas). Les sans-culottes jouent un rôle important dans la vie politique depuis le 10 août. Issus de la classe moyenne (boutiquiers, artisans, petits propriétaires), ils s'appuient sur les sections parisiennes et sont partisans de la souveraineté populaire (référendums, droit de pétition et d'insurrection). Le club des Cordeliers avec Hébert ou le mouvement Enragé (Jacques Roux, Momoro, Leclerc) représentent les tendances de la sans-culotterie.

## Naissances
- 5 septembre : Pierre-Armand Dufrénoy, géologue et minéralogiste français († 20 mars 1857).
- 16 septembre : James Francis Stephens (mort en 1852), zoologiste britannique.

## Décès
- 2 septembre : Louis Victoire Lux de Montmorin-Saint-Hérem, militaire français (° 13 décembre 1762).